# Wolfgang Sorge (Eishockeyfunktionär)
Wolfgang Sorge (* 1948) ist ein deutscher Eishockeyfunktionär. Er war von 1995 bis 2002 Schatzmeister des Deutschen Eishockey-Bundes (DEB) und von 1996 bis 2017 Präsident des Landeseissportverband Nordrhein-Westfalen (LEV NRW). Im Jahr 1981 war Sorge in den Passfälscherskandal verwickelt; 2002 musste er nach der „Striptease-Affäre“ von der Funktion als Betreuer der deutschen Frauen-Nationalmannschaft zurücktreten.

## Passfälscherskandal
In den 1970er-Jahren war Sorge Organisationsleiter des Kölner EC und war dort unter anderem zuständig Paßangelegenheiten eingewanderter amerikanischer Spieler. Zugleich war er Eishockey-Obmann im LEV NRW und dort zuständig für die Prüfung der entsprechenden Pässe. 1981 ermittelte die Staatsanwaltschaft gegen den Kölner EC, weil dieser viele Pässe amerikanischer Spieler gefälscht hatte. Sorge kündigte in der Folge beim KEC.
Ab 1974 war Sorge im DEB-Spielgericht, erst als Beisitzer, ab 1976 bis 1982 als Vorsitzender.

## Frauen-Eishockey
Im Jahr 1982 initiierte er zusammen mit Günther Sabetzki die Gründung der ersten Fraueneishockeyliga Deutschlands, der NRW-Liga. 1984 war er mitverantwortlich für die erste Deutsche Meisterschaft der Frauen. In den 1990er-Jahren war Sorge Frauenwart des DEB.
Bei der Frauen-Weltmeisterschaft 2000 soll sich Sorge im Hotel der Frauennationalmannschaft bis auf die Unterhose ausgezogen haben und die Spielerinnen zum Mitmachen aufgefordert haben. Die Aktion wurde bekannt, nachdem die Spielerinnen gegen den Einsatz Sorges als Teambetreuer bei den Olympischen Winterspielen 2002 in Salt Lake City protestiert hatten.

## DEB-Schatzmeister
1995 wurde Sorge Schatzmeister des DEB. Dabei soll Sorge nach Zeugenaussagen Rainer Gossmann zugesagt haben, diesem die notwendigen Stimmen zur Präsidentenwahl zu besorgen, wenn Sorge sein Schatzmeister würde. Sorge galt in der Folge als „heimlicher Herrscher“ des DEB. Im Bericht der Kassenprüfer des DEB zum Jahr 1995 wurde Sorge Amtsmissbrauch vorgeworfen. 2002 trat Sorge mit dem Großteil des Präsidiums zurück, nachdem Gossmann wegen Steuerhinterziehung verurteilt worden war.

## Präsident des LEV NRW
Sorge war seit 1974 Vorstandsmitglied des LEV NRW. 1995 wurde er Vizepräsident, 1996 Präsident des Landesverbandes. Im August 2017 trat er überraschend zurück. Er wurde darauf zum Ehrenpräsidenten des LEV NRW gewählt.
Gegen verbandsinterne Kritiker ging Sorge vehement vor. So verhängte er in den 1990er-Jahren gegen die Eisbären Düsseldorf 40 Ordnungsverfahren, von denen 39 von den Gerichten zu Gunsten der Eisbären entschieden wurden. Bei der Jahreshauptversammlung des LEV NRW 2016 ließ Sorge kurz vor dem Tagesordnungspunkt „Abwahl des Präsidenten“ die Versammlung abbrechen. Bereits im Vorfeld hatte Sorge mehrere Eishockeyvereine mit Ordnungsstrafen belegt, wodurch diese alle Stimmen bis auf eine verloren. Auf Grund des Streits spalteten sich die Eishockeyvereine ab und gründeten den Eishockeyverband Nordrhein-Westfalen.